# Aquila Basket Trento 2022-2023
Questa voce raccoglie le informazioni riguardanti l'Aquila Basket Trento nelle competizioni ufficiali della stagione 2022-2023.

## Stagione
La stagione 2022-2023 dell'Aquila Basket Trento sponsorizzata Dolomiti Energia, è la 9ª nel massimo campionato italiano di pallacanestro, la Serie A.

## Organigramma societario
Dal sito internet della società.
Area dirigenziale
- Presidente: Luigi Longhi
- Consigliere: Bruno Giampieretti
- Consigliere: Andrea Pretti
- Consigliere: Maurizio Scozzi
- General Manager: Andrea Nardelli
- Direttore sportivo: Rudy Gaddo
- Club manager: Michael Robinson

Area tecnica
- Allenatore: Emanuele Molin
- Vice allenatore: Davide Dusmet
- Vice allenatore: Fabio Bongi
- Preparatore atletico: Matteo Tovazzi
- Team Manager: Simone Pierich
- Video Coordinator: Nicolò Gilmozzi
- Video Coordinator: Linhao Chen
- Direttore Academy: Marco Crespi
- Responsabile settore giovanile: Giovanni Molin

Area medica
- Medico sociale: Michael Coli
- Medico: Fabio Diana
- Medico: Luca Pasolli
- Fisioterapista: Giacomo Beccucci
- Fisioterapista: Ludovico De Luca
- Massaggiatore: Franco Jachemet
- Ortopedico: Giorgio Benigni

Area marketing&ticketing
- Marketing Manager: Martina Quintarelli
- Responsabile ticketing: Caterina Mosna
- Sales Manager: Sara Biasioni
- Responsabile stampa e comunicazione: Marcello Oberosler
- Segreteria amministrativa: Donatella Menestrina
- Direttore AquilaLab: Massimo Komatz

## Roster
Aggiornato al 3 gennaio 2023.
| Dolomiti Energia Trento 2022-23 | Dolomiti Energia Trento 2022-23 |
| Giocatori                       | Staff tecnico                   |
| ------------------------------- | ------------------------------- |

| N. | Naz.                                     | Ruolo | Nome                | Anno | Alt.   | Peso   |  |
| -- | ---------------------------------------- | ----- | ------------------- | ---- | ------ | ------ |  |
| 4  | Brasile (bandiera) · Italia (bandiera)   | P     | Richard Morina      | 2004 | 183 cm | 78 kg  |  |
| 6  | Italia (bandiera)                        | G     | Mourtada Gaye       | 2004 | 194 cm | 90 kg  |  |
| 8  | Italia (bandiera)                        | GA    | Luca Conti          | 2000 | 196 cm | 84 kg  |  |
| 9  | Italia (bandiera)                        | P     | Matteo Spagnolo     | 2003 | 195 cm | 89 kg  |  |
| 10 | Argentina (bandiera) · Italia (bandiera) | P     | Andrés Forray (C)   | 1986 | 188 cm | 88 kg  |  |
| 11 | Italia (bandiera)                        | AG    | Lorenzo Zangheri    | 2004 | 199 cm | 88 kg  |  |
| 12 | Italia (bandiera)                        | PG    | Diego Flaccadori    | 1996 | 193 cm | 84 kg  |  |
| 17 | Italia (bandiera)                        | AG    | Mattia Udom         | 1993 | 200 cm | 104 kg |  |
| 20 | Italia (bandiera)                        | A     | Lorenzo Dell'Anna   | 2004 | 200 cm | 89 kg  |  |
| 22 | Stati Uniti (bandiera)                   | G     | Drew Crawford       | 1990 | 196 cm | 95 kg  |  |
| 23 | Italia (bandiera)                        | C     | Maximilian Ladurner | 2001 | 207 cm | 95 kg  |  |
| 24 | Lettonia (bandiera)                      | AG    | Andrejs Gražulis    | 1993 | 202 cm | 101 kg |  |
| 44 | Stati Uniti (bandiera)                   | C     | Darion Atkins       | 1992 | 203 cm | 105 kg |  |
| 45 | Italia (bandiera)                        | C     | Giovanni Calamita   | 2003 | 202 cm | 108 kg |  |
| 52 | Stati Uniti (bandiera)                   | G     | Trent Lockett       | 1990 | 196 cm | 95 kg  |  |

| Allenatore                                                                                |
| - Emanuele Molin                                                                          |
| Assistente/i                                                                              |
| - Fabio Bongi - Davide Dusmet Legenda - (C) Capitano - (IN) Inattivo - Infortunato Roster |

## Mercato

### Sessione estiva
| Acquisti | Acquisti         | Acquisti           | Acquisti          | Acquisti |
| R.       | Nome             | da                 | Modalità          |          |
| -------- | ---------------- | ------------------ | ----------------- | -------- |
| P        | Quinn Ellis      | Orlandina          | svincolato        |          |
| P        | Matteo Spagnolo  | Real Madrid        | prestito          |          |
| PG       | Diego Flaccadori | Bayern Monaco      | riscatto prestito |          |
| G        | Drew Crawford    | Andorra            | svincolato        |          |
| G        | Trent Lockett    | Niners Chemnitz    | svincolato        |          |
| A        | Mattia Udom      | N.B. Brindisi      | svincolato        |          |
| AG       | Andrejs Gražulis | Pall. Trieste      | svincolato        |          |
| C        | Darion Atkins    | Niners Chemnitz    | svincolato        |          |
| C        | Matthias Tass    | Saint Mary's Gaels | svincolato        |          |

| Cessioni | Cessioni           | Cessioni            | Cessioni         | Cessioni |
| R.       | Nome               | a                   | Modalità         |          |
| -------- | ------------------ | ------------------- | ---------------- | -------- |
| P        | Quinn Ellis        | Monferrato Basket   | prestito         |          |
| G        | Desonta Bradford   | Hapoel Be'er Sheva  | fine contratto   |          |
| G        | Dominique Johnson  | Fuerza Regia        | fine contratto   |          |
| AP       | Cameron Reynolds   | Budućnost           | fine contratto   |          |
| AG       | Jordan Caroline    | Melbourne United    | fine contratto   |          |
| AG       | Andrea Mezzanotte  | N.B. Brindisi       | prestito         |          |
| AG       | Davide Pascolo     | U.C.C. Piacenza     | rinnovo prestito |          |
| C        | Matthias Tass      | Dąbrowa Górnicza    | prestito         |          |
| C        | Johnathan Williams | Toyotsu F.E. Nagoya | fine contratto   |          |

### Dopo l'inizio della stagione
| Acquisti | Acquisti      | Acquisti         | Acquisti         | Acquisti      |
| R.       | Nome          | da               | Data             | Modalità      |
| -------- | ------------- | ---------------- | ---------------- | ------------- |
| C        | Matthias Tass | Dąbrowa Górnicza | 13 novembre 2022 | fine prestito |

| Cessioni | Cessioni      | Cessioni | Cessioni         | Cessioni |
| R.       | Nome          | a        | Data             | Modalità |
| -------- | ------------- | -------- | ---------------- | -------- |
| C        | Matthias Tass | Manresa  | 13 novembre 2022 | prestito |